# Меербуш
Меербуш (нім. Meerbusch) — місто в Німеччині, розташоване в землі Північний Рейн-Вестфалія. Підпорядковується адміністративному округу Дюссельдорф. Входить до складу району Райн-Нойс.
Площа — 64,37 км². Населення становить 56 479 ос. (станом на 31 грудня 2020).
Місто Мербуш було засноване 1 січня 1970 року. Це місто є злиттям восьми колишніх незалежних муніципалітетів Бюдеріх, Остерат, Ланк-Латум, Оссум-Безінгховен, Стрюмп, Лангст-Кірст, Нірст та Ільверіх.

## Галерея

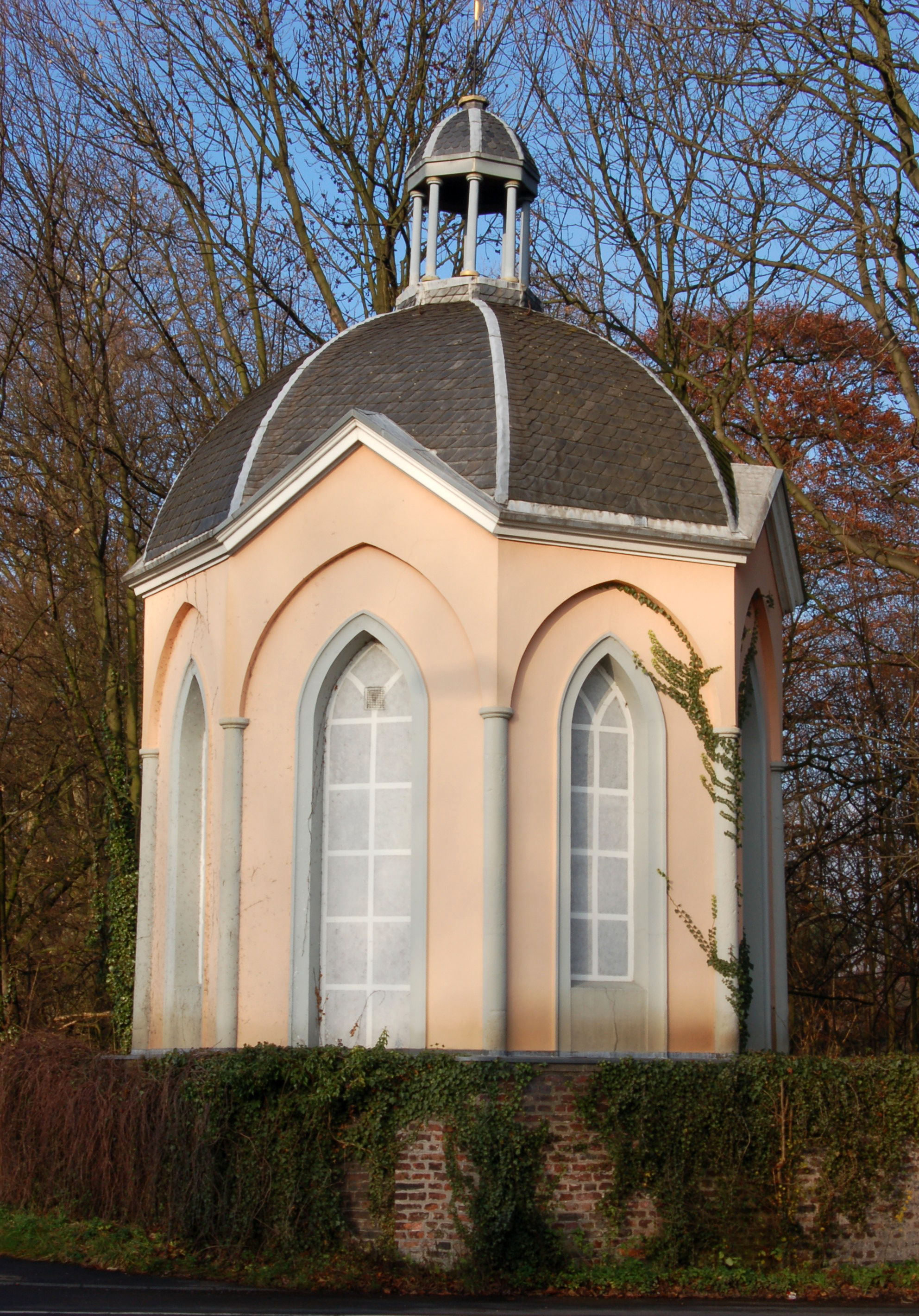
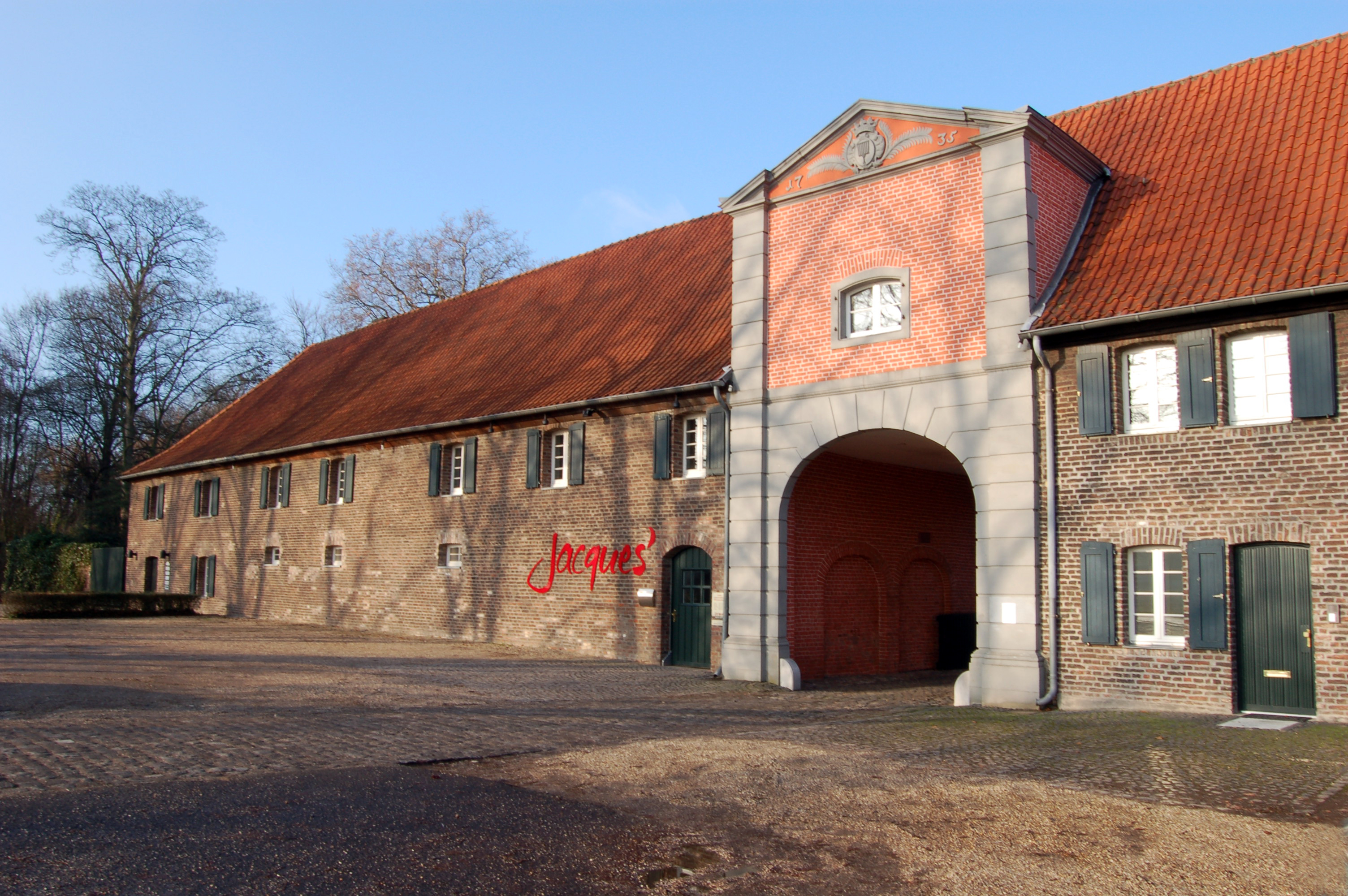
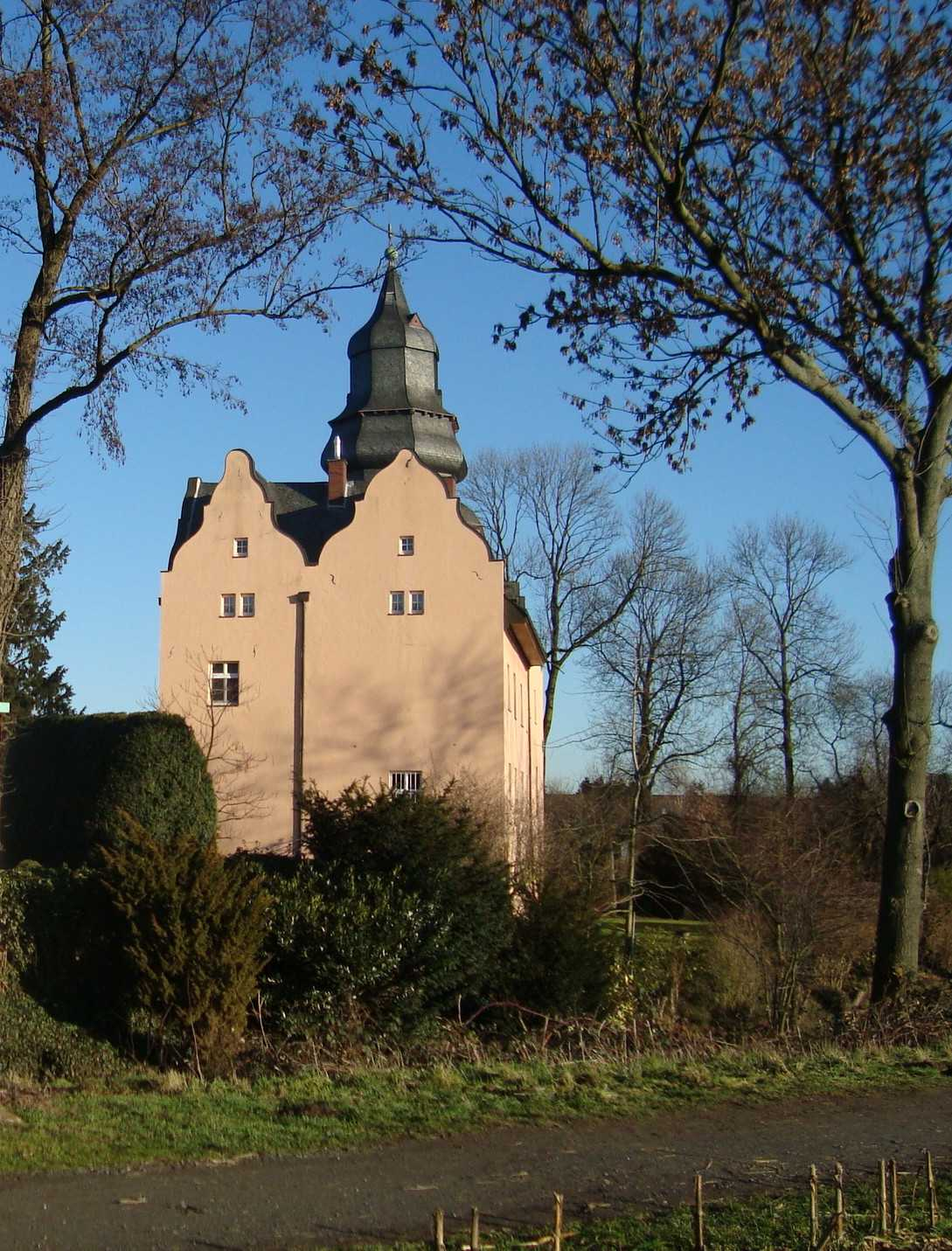
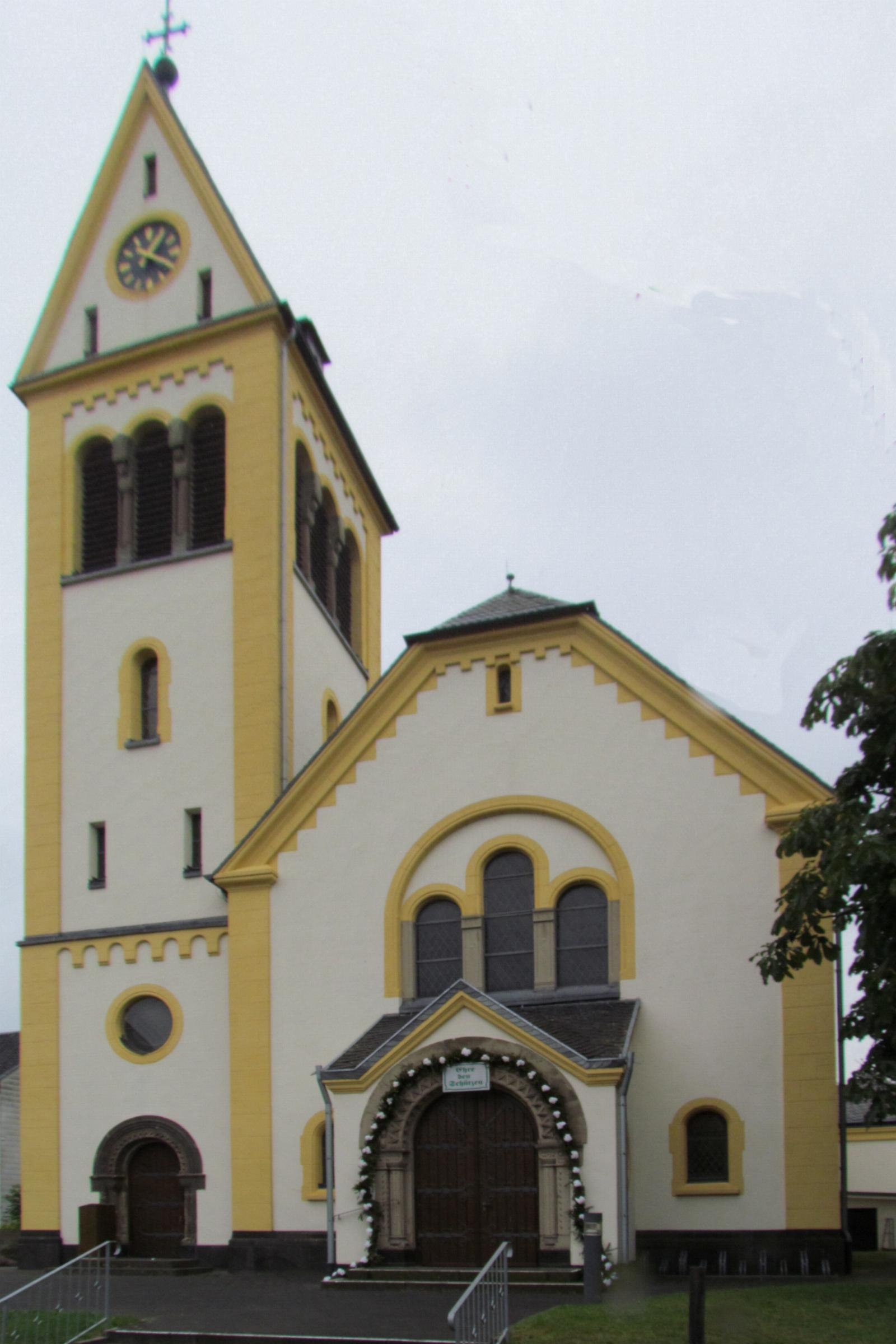
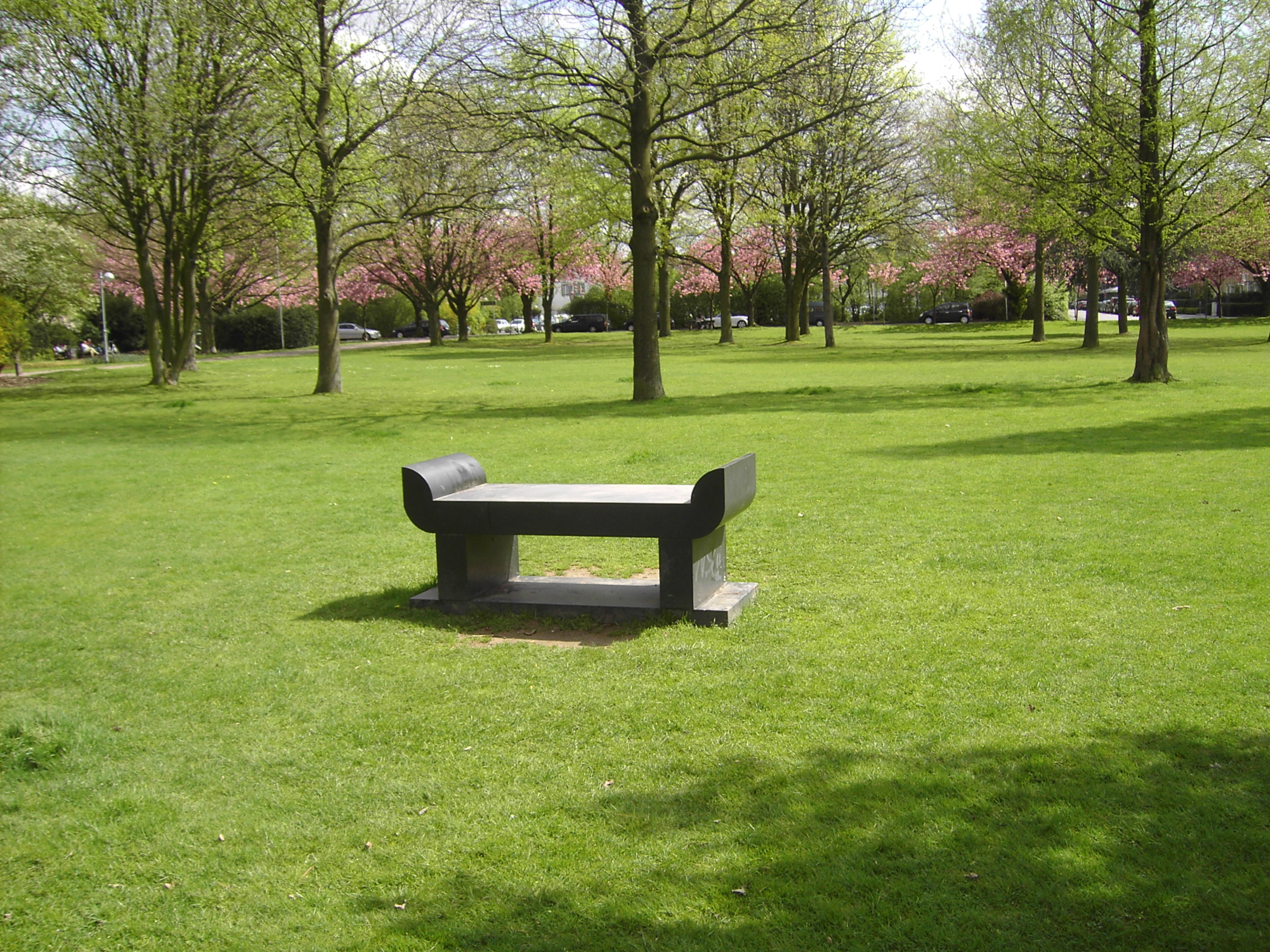
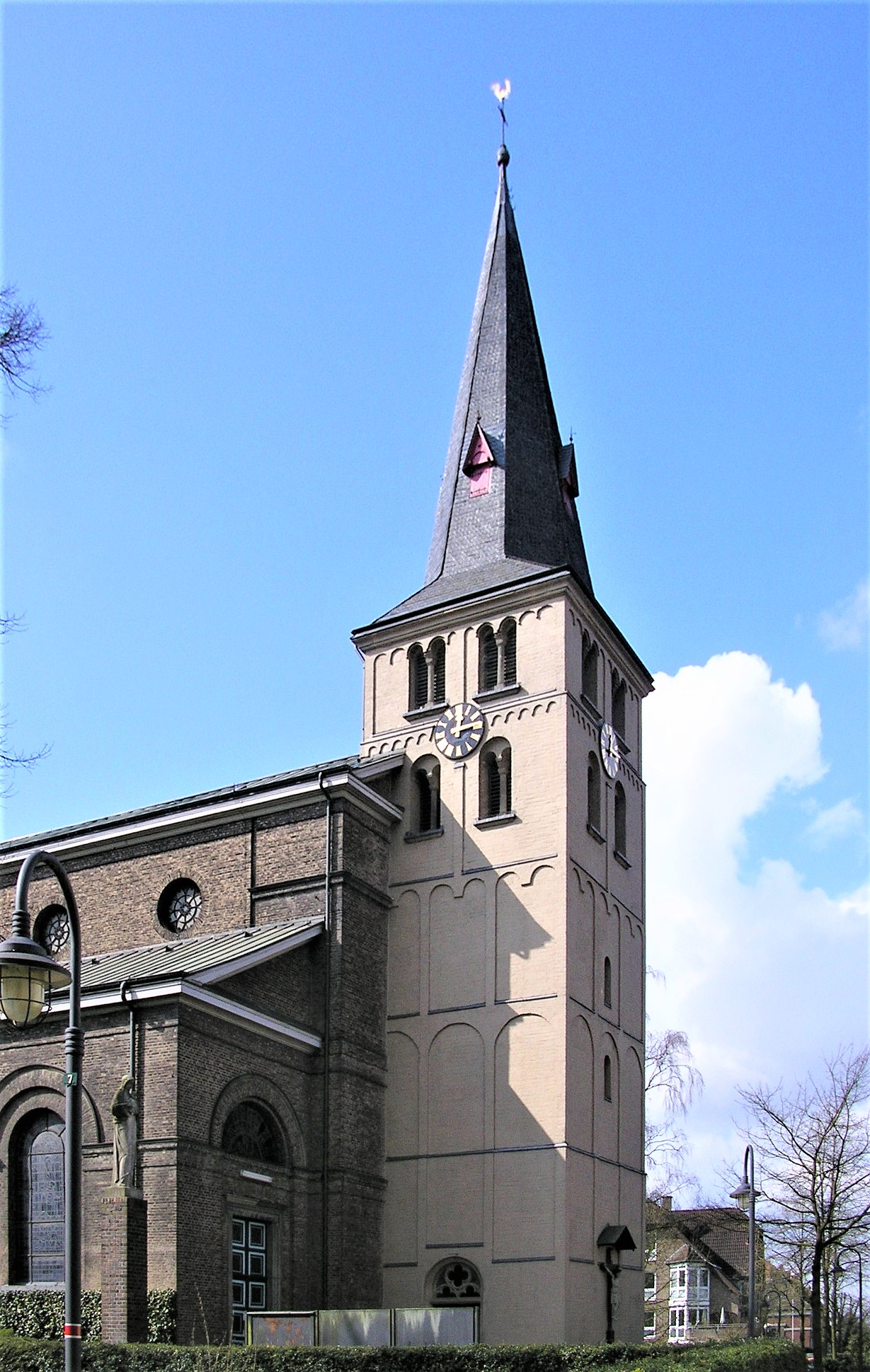